# Барвинщина (Лубенский район)
Барвинщина (укр. Барвінщина) — село,
Ореховский сельский совет,
Лубенский район,
Полтавская область,
Украина.
Код КОАТУУ — 5322885302. Население по переписи 2001 года составляло 72 человека.

## Географическое положение
Село Барвинщина находится на правом берегу безымянной речушки,
на противоположном берегу — село Стадня.
На реке несколько запруд.
К селу примыкает большой садовый массив.